# Mutantes
| Оценки критиков                   | Оценки критиков |
| Источник                          | Оценка          |
| --------------------------------- | --------------- |
| Allmusic                          | [ 1 ]           |
| The Encyclopedia of Popular Music | [ 2 ]           |

Mutantes — второй альбом бразильской тропикалия-группы Os Mutantes. Первоначально альбом был выпущен в 1969 году (см. 1969 год в музыке) и переиздан в 1999 году Omplatten Records, а затем снова в 2006 году Universal Records, материнской компанией Omplatten (и Polydor). Он демонстрирует более изысканный подход, чем их первый релиз, сохраняя чувство юмора и при этом экспериментальные аспекты, такие как объединение разных жанров, а также использование автотюна и найденных фрагментов из телевидения и фильмов.
По данным Rolling Stone Brazil он занял 44-е место в списке 100 лучших бразильских альбомов в истории. Один из синглов альбома «2001» также был признан журналом 90-й по счёту величайшей бразильской песней.

## Список композиций
Слова и музыка всех песен — Арнальдо Баптисты, Риты Ли и Серхио Диаса.
| №  | Название                                                                | Автор(ы)                                                  | Длительность |
| -- | ----------------------------------------------------------------------- | --------------------------------------------------------- | ------------ |
| 1. | «Dom Quixote»                                                           |                                                           | 3:55         |
| 2. | «Não Vá Se Perder Por Aí»                                               | Рафаэль Виларди, Роберто Лойола                           | 3:16         |
| 3. | «Dia 36»                                                                | Арнальдо Баптиста, Джонни Дандуранд, Рита Ли, Серхио Диас | 4:02         |
| 4. | «2001» (на CD 2006 года названа "Dois Mil e Um")                        | Рита Ли, Том Зе                                           | 3:58         |
| 5. | «Algo Mais»                                                             |                                                           | 2:39         |
| 6. | «Fuga Nº II dos Mutantes» (на CD-изданиях называна просто "Fuga N° II") |                                                           | 3:43         |

| №   | Название                                                | Автор(ы)                                        | Длительность |
| --- | ------------------------------------------------------- | ----------------------------------------------- | ------------ |
| 7.  | «Banho de Lua (Tintarella di Luna)»                     | Б. Филиппи, Ф. Мигиаччи - Версия: Фред Хорхе    | 3:41         |
| 8.  | «Ritta Lee» (на CD-изданиях указывается как "Rita Lee") |                                                 | 3:10         |
| 9.  | «Mágica»                                                |                                                 | 4:38         |
| 10. | «Qualquer Bobagem»                                      | Арнальдо Баптиста, Рита Ли, Серхио Диас, Том Зе | 4:37         |
| 11. | «Caminhante Noturno»                                    |                                                 | 5:10         |

## Участники записи
Os Mutantes
- Арнальдо Баптиста[англ.]: вокал (1, 2, 3, 4, 5, 9, 10, 11 треки), бас-гитара и клавишные
- Рита Ли: вокал (1, 2, 4, 5, 6, 7, 9, 11 треки), перкуссия, терменвокс, автоарфа, блокфлейта
- Серхио Диас[англ.]: гитара, вокал (1, 2, 5, 8, 9, 11) и бас-гитара; ударные в «Fuga Nº II dos Mutantes»[5]

а также:
- Динхо Леме (указан как «Сэр Роналду I Дю Ранчария»): Ударные
- Зе до Ранчо и Мариазинха — (соответственно) виола кайпира[англ.] (бразильская кантри-акустическая гитара) и аккордеон; вокал на 4 треке
- Клаудио Сезар Диас Баптиста (просто «Клаудио») — электроника (гитара Regulus [Золотая гитара])
- Рожерио Дюпра[англ.]: оркестровые аранжировки